# Josef Scheungraber
Josef Eduard Scheungraber (Monaco di Baviera, 8 settembre 1918 – Ottobrunn, 22 luglio 2015) è stato un militare tedesco, tenente della Wehrmacht.

## Biografia

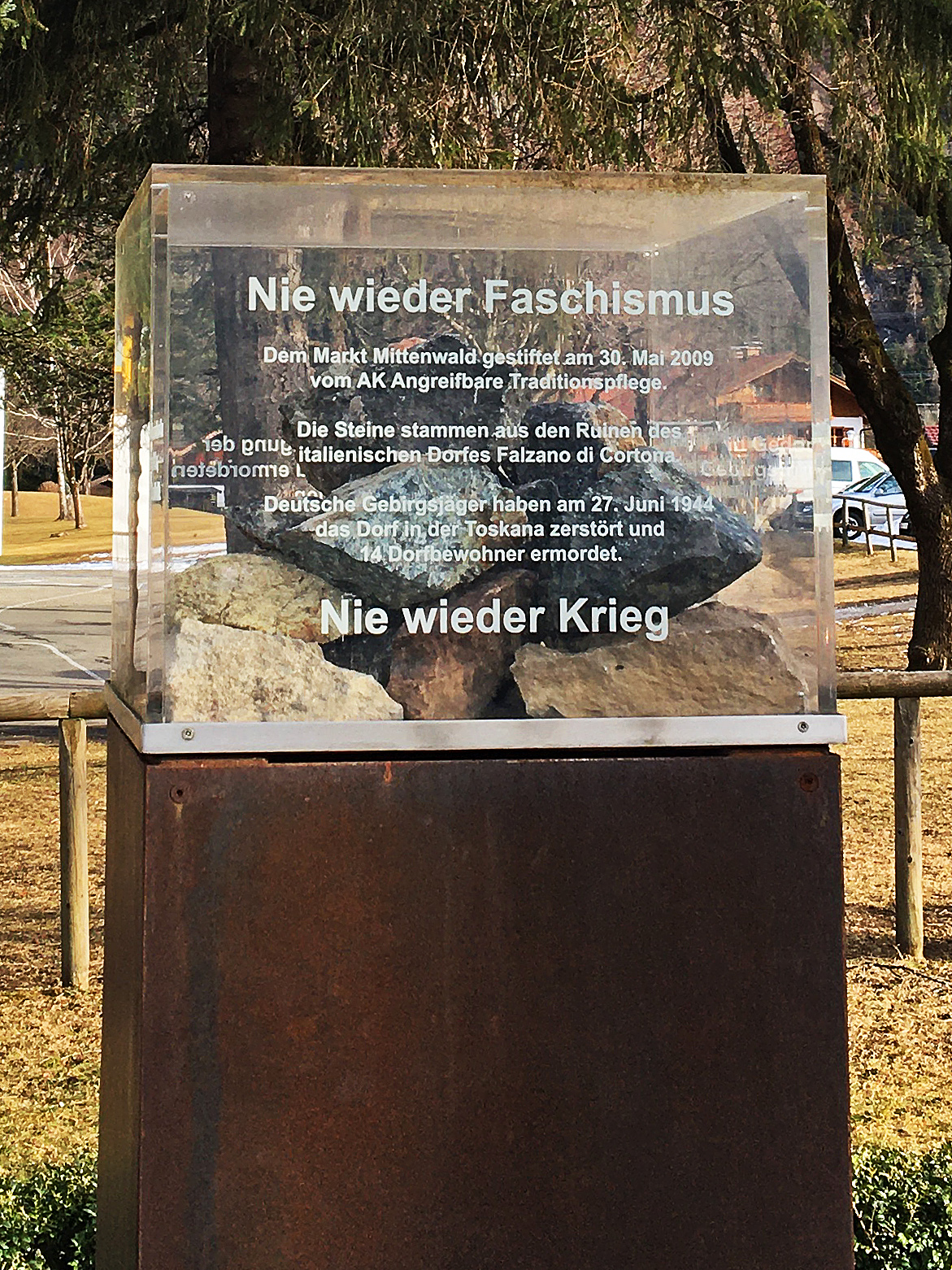
Monumento contro la guerra e il fascismo a Mittenwald, Baviera

Ha ricevuto condanne in Italia e Germania per crimini di guerra commessi durante la seconda guerra mondiale.
Fu volontario nella prima Divisione di Montagna a Mittenwald. Combatté in Polonia, Francia, Russia e a Creta. Ricevette gravi ferite nel 1942 a causa di una mina antiuomo nel Caucaso e fu successivamente decorato con il Barretta per il combattimento ravvicinato e la Croce di Ferro. Si recò in Italia per suo desiderio, come comandante della compagnia Gebirgs-Pionier-Bataillon 818, dove è stato Ordonnanzoffizier del comandante supremo in Italia, Albert Kesselring. Partecipò all'evacuazione di Montecassino prima della feroce battaglia nel 1943.
Il 26 giugno 1944, a Falzano (nel comune di Cortona, in provincia di Arezzo), ordinò una rappresaglia in seguito all'attacco di alcuni partigiani che uccisero un sottufficiale e un soldato semplice. Scheungraber fece uccidere quindici persone tra cui una donna di 74 anni. L'unico superstite della rappresaglia, Gino Massetti, avrebbe poi fornito le prove contro l'imputato.

### Nel dopoguerra
Dopo la guerra visse a Ottobrunn e a Monaco di Baviera. Fu consigliere comunale per vent'anni e comandante onorario dei vigili del fuoco. Nel 2005 fu insignito della Medaglia Cittadino per i suoi servizi.
L'11 agosto 2009 è stato giudicato colpevole di 10 omicidi e condannato all'ergastolo.
Il 21 marzo 2010 a Mittenwald è stato inaugurato un monumento per le vittime di questo crimine di guerra e per le vittime di tutti i crimini di guerra commessi dalla fanteria di montagna tedesca (Gebirgsjäger) in tutta Europa durante la seconda guerra mondiale.